# 贝兰盖姆
贝兰盖姆（法語：Bellinghem，法語發音：[bɛlɛ̃ɡɛm]）是法国加来海峡省的一个市镇，属于圣奥梅尔区。该市镇于2016年9月1日由原市镇埃尔贝勒和安盖姆合并而成，行政中心位于埃尔贝勒。

## 地名
该地名“贝兰盖姆”（Bellinghem）由原市镇埃尔贝勒（Herbelles）和安盖姆（Inghem）的名称中各取一部分合并而成。

## 地理
贝兰盖姆（50°39'22"N, 2°13'24"E）面积7.74 平方千米，位于法国上法蘭西大區加来海峡省，该省份为法国北部沿海省份，西北濒北海，南至索姆省，东临北部省。
与贝兰盖姆接壤的市镇（或旧市镇、城区）包括：皮昂、埃尔福、埃克、圣奥古斯坦、泰鲁阿讷、德莱特、克莱蒂。
贝兰盖姆的时区为UTC+01:00、UTC+02:00（夏令时）。

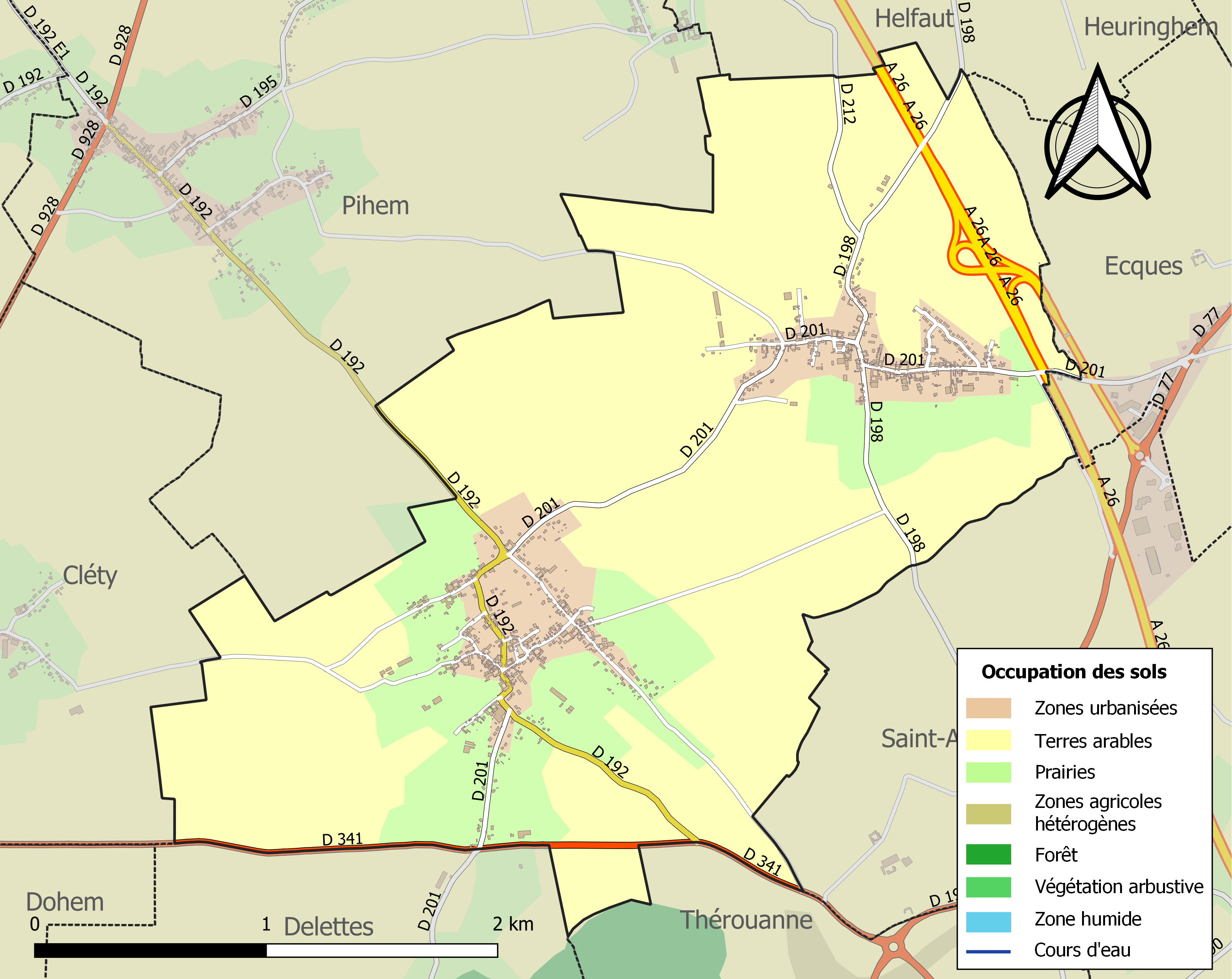
贝兰盖姆的OSM定位图

## 行政
贝兰盖姆的邮政编码为62129，INSEE市镇编码为62471。

## 政治
贝兰盖姆所属的省级选区为弗吕日县。

## 人口
贝兰盖姆于2022年1月1日时的人口数量为1075人。